# 一乃凜
一乃 凜（いちの りん、5月2日 - ）は、宝塚歌劇団月組に所属する娘役。
神奈川県横浜市、森村学園高等部出身。身長160cm。愛称は「ちの」、「しの」、「いちのり」。

## 来歴
2018年、宝塚音楽学校入学。
2020年、音楽学校卒業後、宝塚歌劇団に106期生として入団。入団時の成績は8番。月組公演「WELCOME TO TAKARAZUKA／ピガール狂騒曲」で初舞台。その後、月組に配属。
2022年の「グレート・ギャツビー」で初のエトワールに抜擢。
2024年、月城かなと・海乃美月トップコンビ退団公演となるショー「Grande TAKARAZUKA 110!」で、2度目のエトワールを務める。

## 主な舞台

### 初舞台
- 2020年9 - 11月、月組『WELCOME TO TAKARAZUKA-雪と月と花と-』『ピガール狂騒曲』（宝塚大劇場）

### 月組時代
- 2020年11 - 2021年1月、『WELCOME TO TAKARAZUKA-雪と月と花と-』『ピガール狂騒曲』（東京宝塚劇場）[注釈 1]
- 2021年5 - 8月、『桜嵐記（おうらんき）』 - 楠木正儀（少年）、新人公演：百姓の女（本役：天愛るりあ）／南朝の女房『Dream Chaser』
- 2021年10月、『LOVE AND ALL THAT JAZZ』（宝塚バウホール） - ドロシー／パリジェンヌ
- 2022年5月、『Rain on Neptune』（舞浜アンフィシアター） - アクアマリン
- 2022年7 - 8月、『グレート・ギャツビー』（宝塚大劇場） 初エトワール[3]
- 2022年9 - 10月、『グレート・ギャツビー』（東京宝塚劇場） - 新人公演：ジャッキー（本役：妃純凛）
- 2022年11 - 12月、『ELPIDIO（エルピディイオ）』（KAAT神奈川芸術劇場・ドラマシティ）
- 2023年2 - 4月、『応天の門』 - 阿呼、新人公演：若き日の高子（本役：蘭世惠翔）『Deep Sea-海神たちのカルナバル-』
- 2023年8 - 9月、『フリューゲル-君がくれた翼-』 - ユダヤ人の少年、新人公演：ミク・エンゲルス（本役：彩みちる）『万華鏡百景色（ばんかきょうひゃくげしき）』（宝塚大劇場）
- 2023年10 - 11月、『フリューゲル-君がくれた翼-』 - ユダヤ人の少年『万華鏡百景色（ばんかきょうひゃくげしき）』（東京宝塚劇場）[注釈 2][5]
- 2024年1月、『G.O.A.T』（梅田芸術劇場）
- 2024年3 - 5月、『Eternal Voice 消え残る想い』『Grande TAKARAZUKA 110!』（宝塚大劇場） エトワール[4]
- 2024年6 - 7月、『Eternal Voice 消え残る想い』 - 新人公演：シエナ（本役：菜々野あり）『Grande TAKARAZUKA 110!』（東京宝塚劇場）
- 2024年8 - 9月、『琥珀色の雨にぬれて』 - ミミ『Grande TAKARAZUKA 110!』（全国ツアー） エトワール
- 2024年11 - 2025年3月、『ゴールデン・リバティ』 - ジェニー、新人公演：ハニー（本役：きよら羽龍）『PHOENIX RISING（フェニックス・ライジング）』
- 2025年5月、『Twinkle Moon』（宝塚バウホール）
- 2025年7 - 11月、『GUYS AND DOLLS』 - ホット・ボックス・ドールズ、新人公演：カートライト将軍（本役：梨花ますみ）

## 出演イベント
- 2023年6月、鳳月杏ディナーショー『Gemini』[6]